# Södra Solberga kyrka
Södra Solberga kyrka är en kyrkobyggnad  i Södra Solberga i Växjö stift. Den är församlingskyrka i Korsberga församling.

## Kyrkobyggnaden
Södra Solberga gamla kyrka var en träbyggnad i skiftesverk. Dess ålder är inte känd. Den var belägen ungefär på samma plats som den nuvarande kyrkan. Kyrkomålaren Colombos hade 1695 försett den med fyra tavlor som tyvärr inte finns bevarade. År 1720 blev kyrkan prydd med målningar utförda av Hans Brackwagen. År 1829 konstaterades att kyrkan var i så dåligt skick att en ny måste uppföras. Länsbyggmästare Carl Robert Palmér fick i uppdrag att utarbeta ett förslag på ny kyrkobyggnad. Förslaget bearbetades av Carl-Gustaf Blom-Carlsson vid Överintendentsämbetet. Den nya kyrkan är uppförd 1832–1835 i empirestil med C.R. Palmér som byggmästare. Den är byggd i sten och består av ett rektangulärt långhus, korvägg och bakomliggande sakristia i väster och ett torn i öster. Tornet är försett med lanternin krönt med ett kors. Biskop Esaias Tegnér som i hög grad var inspiratör till byggen av stora ljusa kyrkor i stiftet invigde den nya kyrkan den 27 september 1837.Vid invigningen yttrar biskopen erkännsamma ord till församlingen. "Kristliga åhörare av Solberga församling. I haven uppfört detta tempel, vackert, prydligt, ansenligt för en så ringa församling. Det har skett utan något offentligt understöd. Sålunda står det nya templet glatt och solar sig på Solberga höjder och blickar vida ut över nejden och fröjdar sig i det eviga ljuset."

## Inventarier
- Medeltida dopfunt av sandsten, anses vara från 1200-talet av den så kallade Njudungsmästaren.
- Ett krucifix från samma århundrade har bevarats.
- Skulpturer  från den gamla kyrkan föreställande Moses och Aron.
- Rökelsekar från medeltiden.
- Predikstol med ljudtak, prydd med lagens tavlor samt bokrulle lagd på olivkvistar.
- Altartavla med motiv: Jesus i Getsemane utförd av komminister Erik Wallin.
- Altaruppställningen som omramar altartavlan består av två pilastrar som bär upp en trekant med en strålsol i mitten.  Före altartavlans tillkomst bestod altarprydnaden av ett strålkors med svepduk.
- Bänkinredning med dörrar mot mittgången.
- Orgelläktare prydd med förgylld lyra omgiven av olivkvistar.

## Orgeln

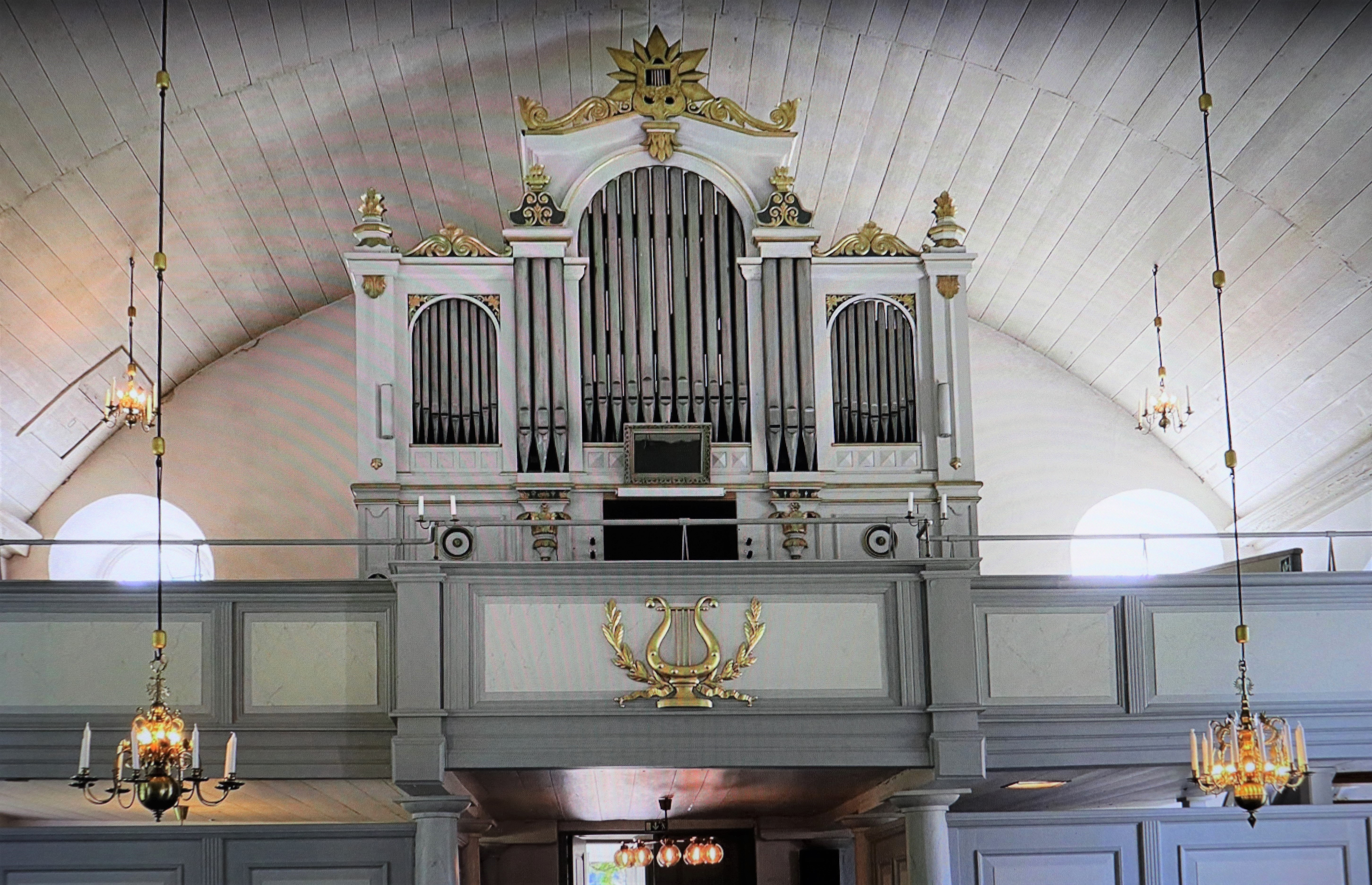
Johannes Magnussons orgel

Läktarorgeln som togs i bruk 1865 är byggd av Johannes Magnusson, från Nässja i Lemnhults socken. Renovering av orgelverket har utförts 1959 och 1975. Orgeln är mekanisk.

### Ursprunglig och nuvarande disposition
| Manual C-f³       | Pedal C-g° |
| Borduna 16'       | bihängd    |
| Principal 8'      |            |
| Dubbel Gedakt 8'  |            |
| Viola di Gamba 8' |            |
| Octava 4'         |            |
| Fleut 4' 1        |            |
| Octava 2'         |            |
| Trompet 8' 2      |            |

## Bildgalleri

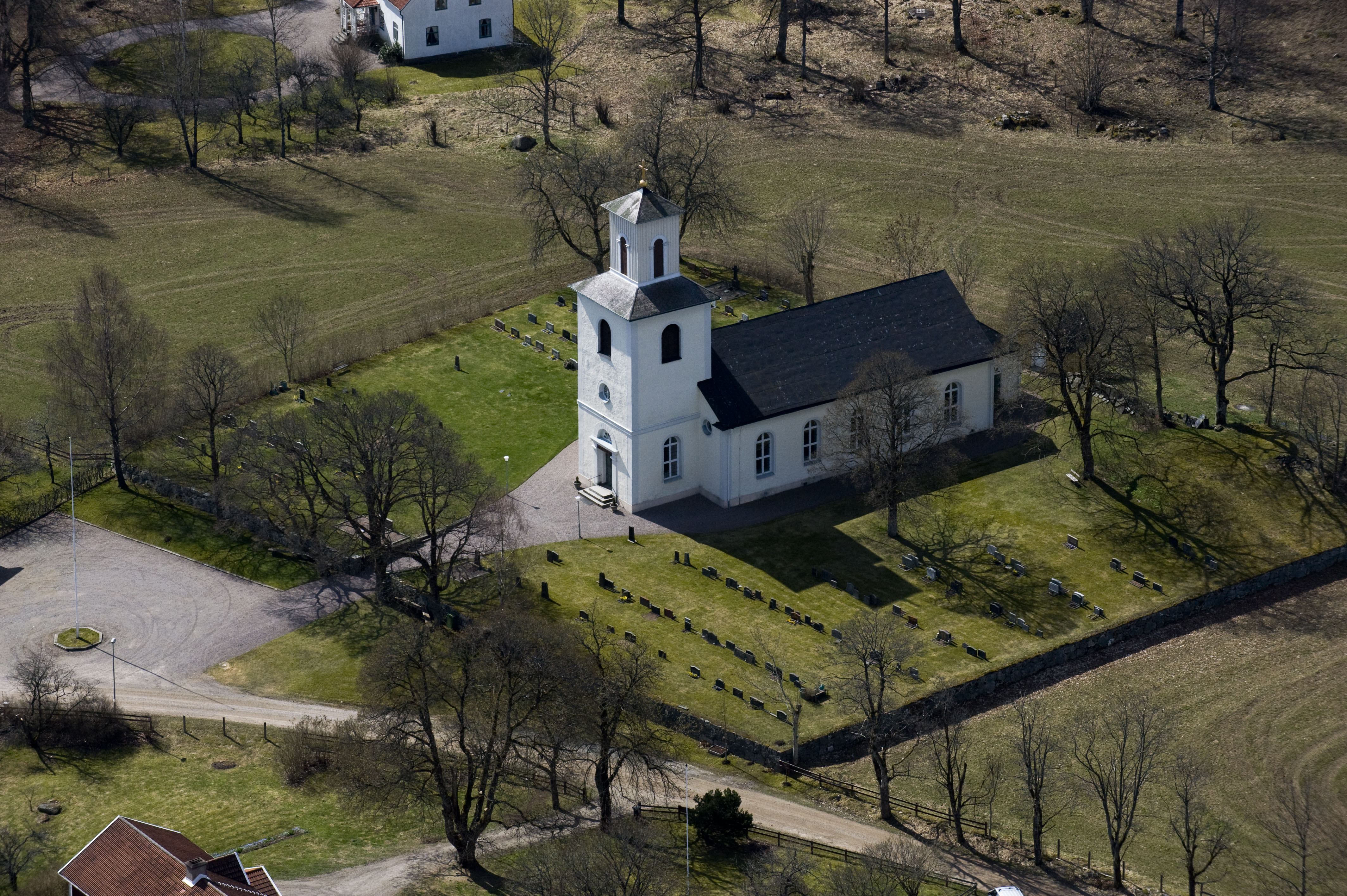
Kyrkan från ovan
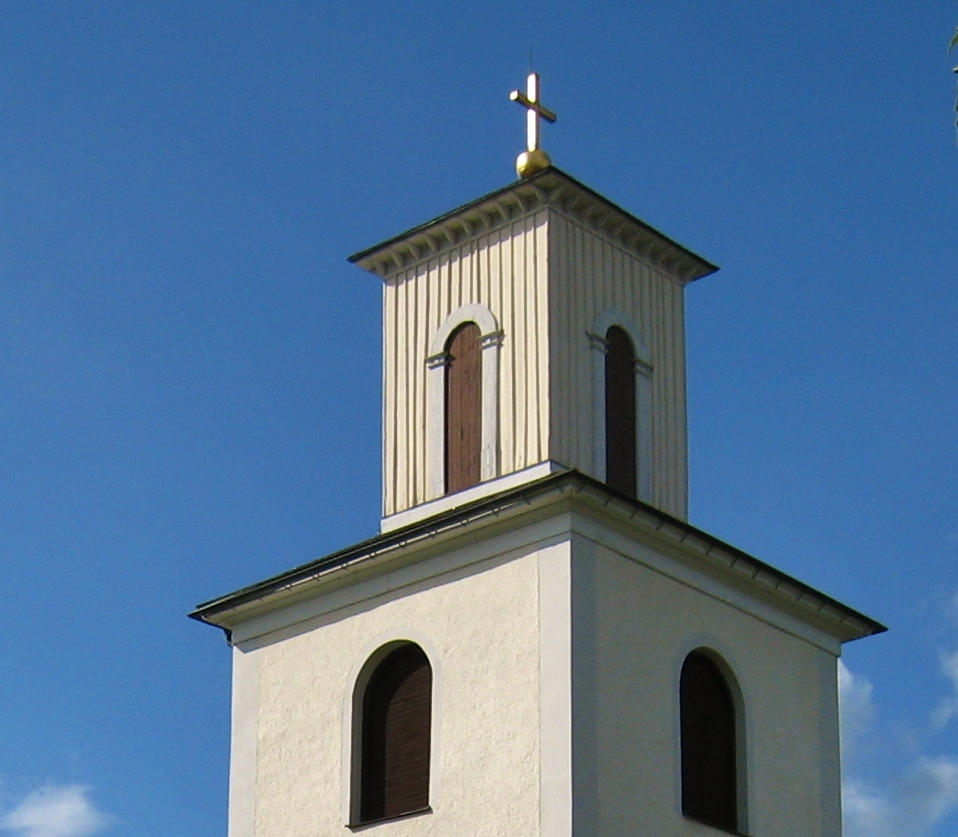
Lanterninen
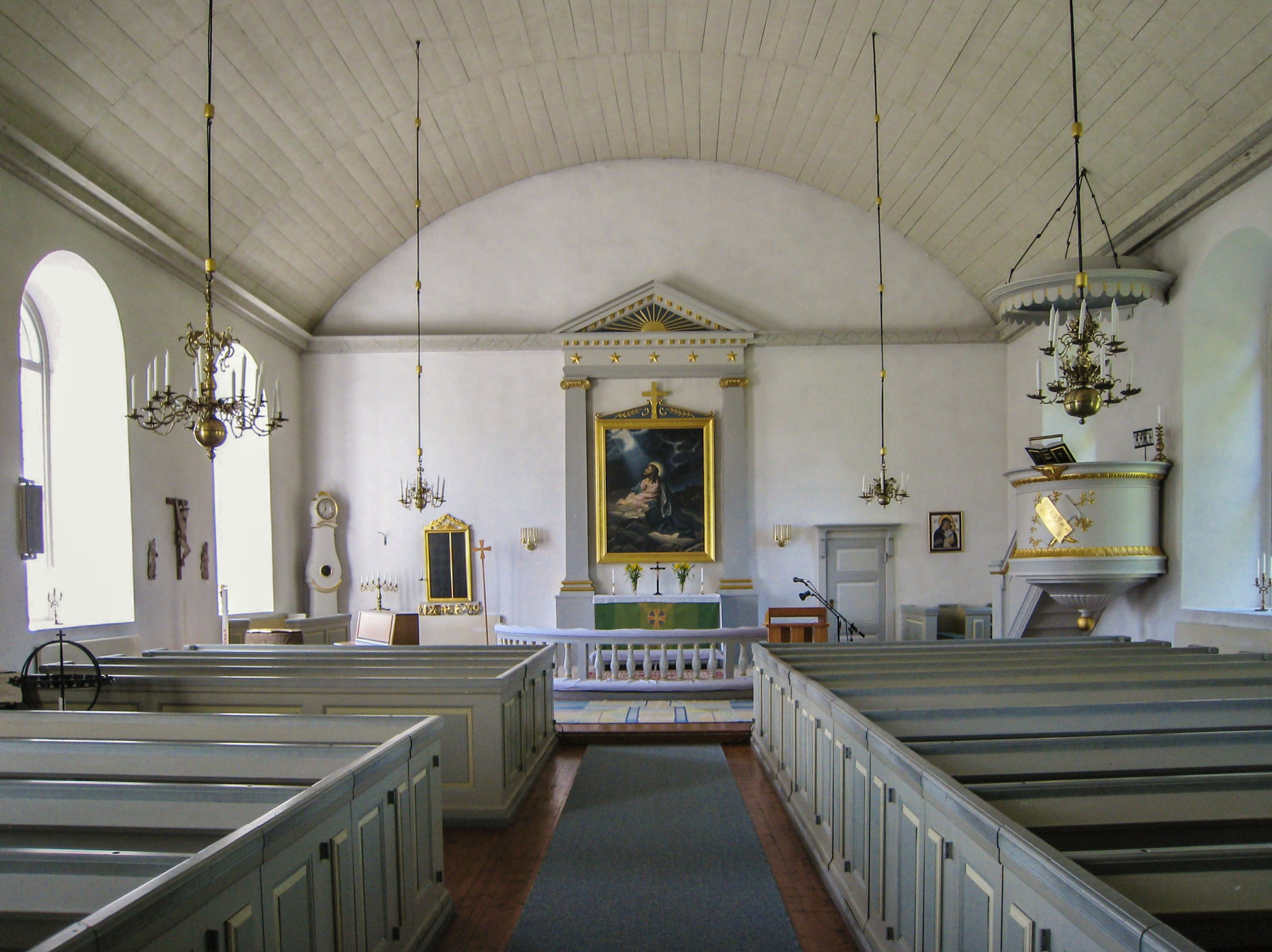
Interiör mot väster
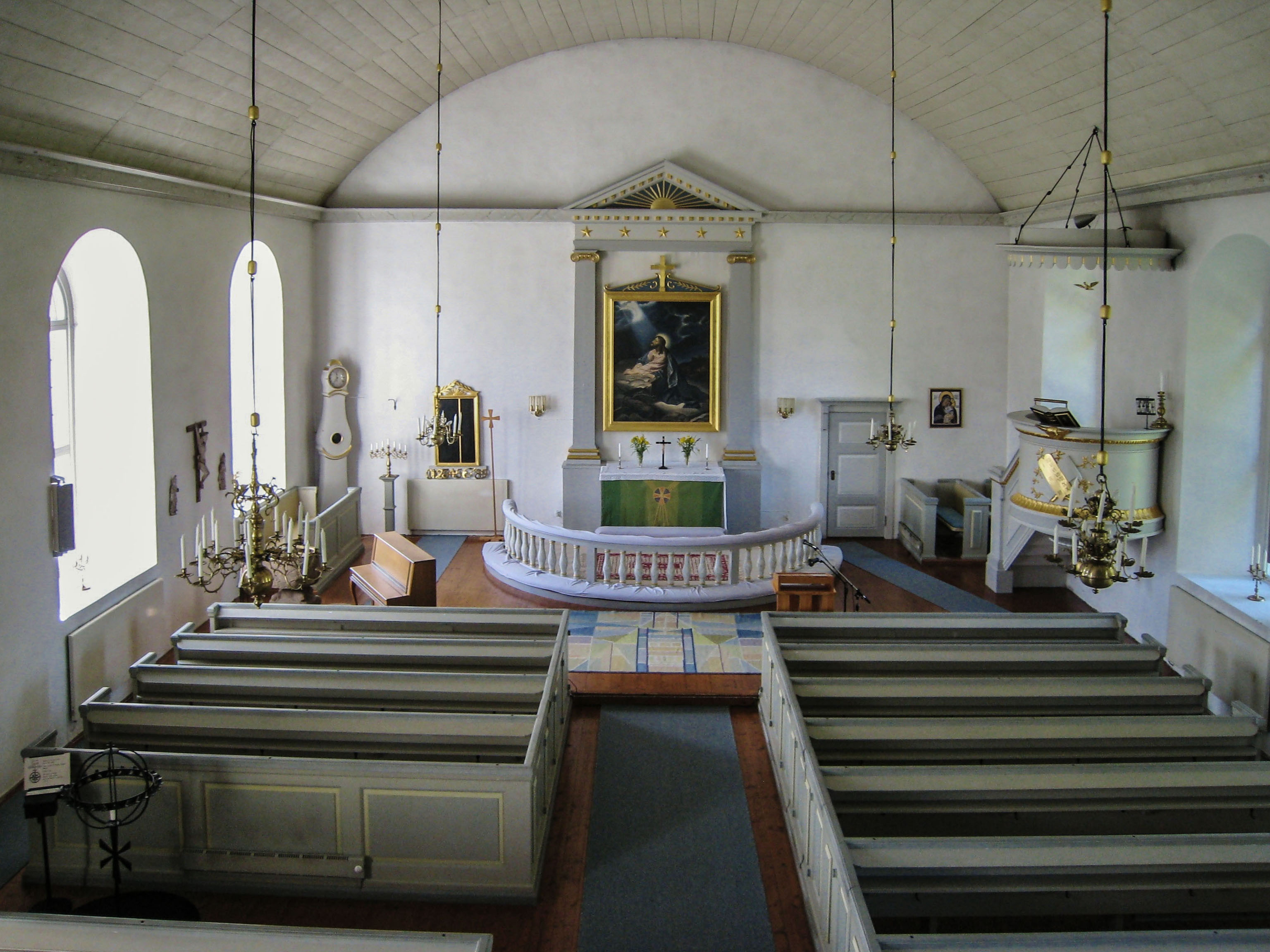
Kyrkorummet från orgelläktaren
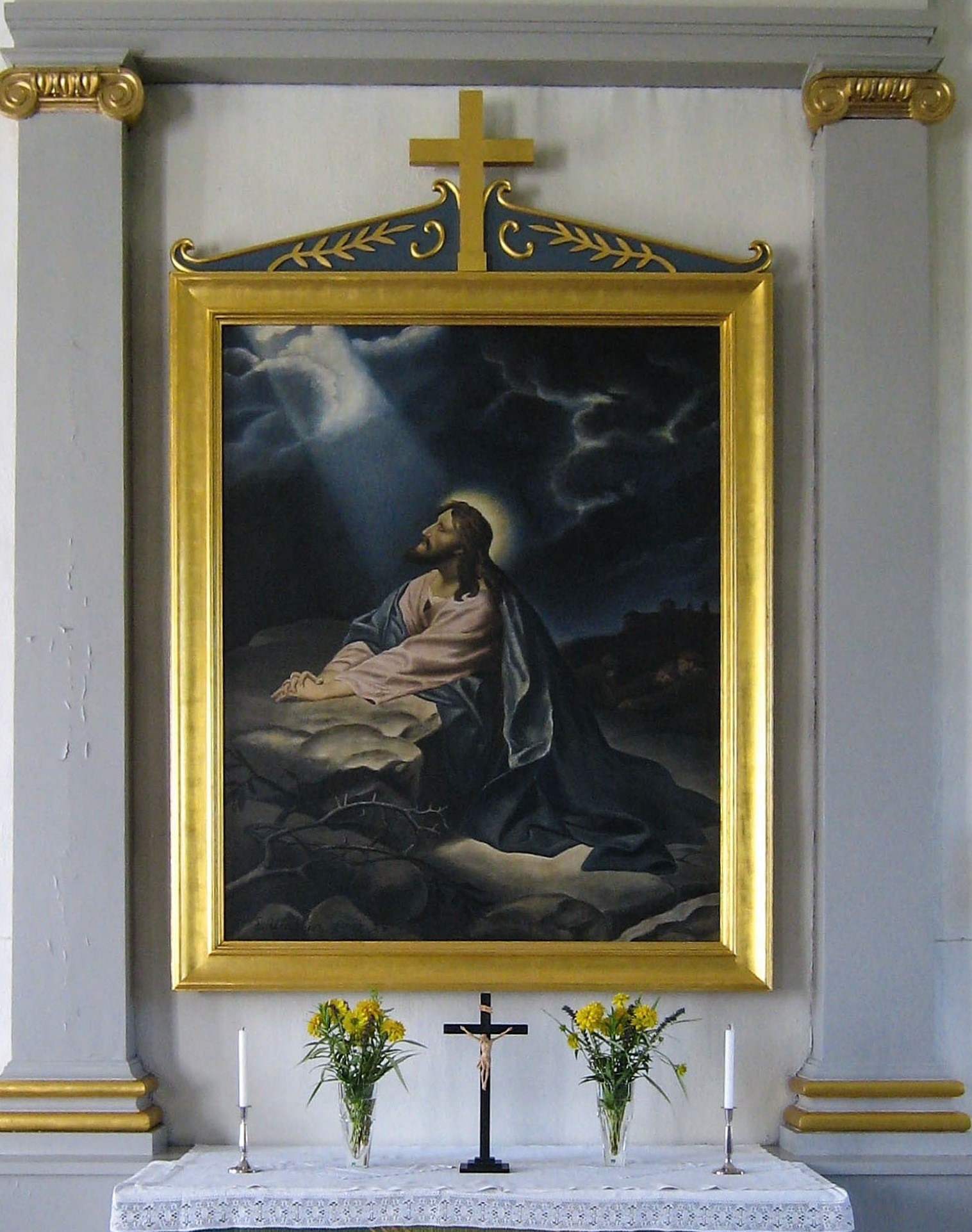
Altartavla:Jesus i Getsemane
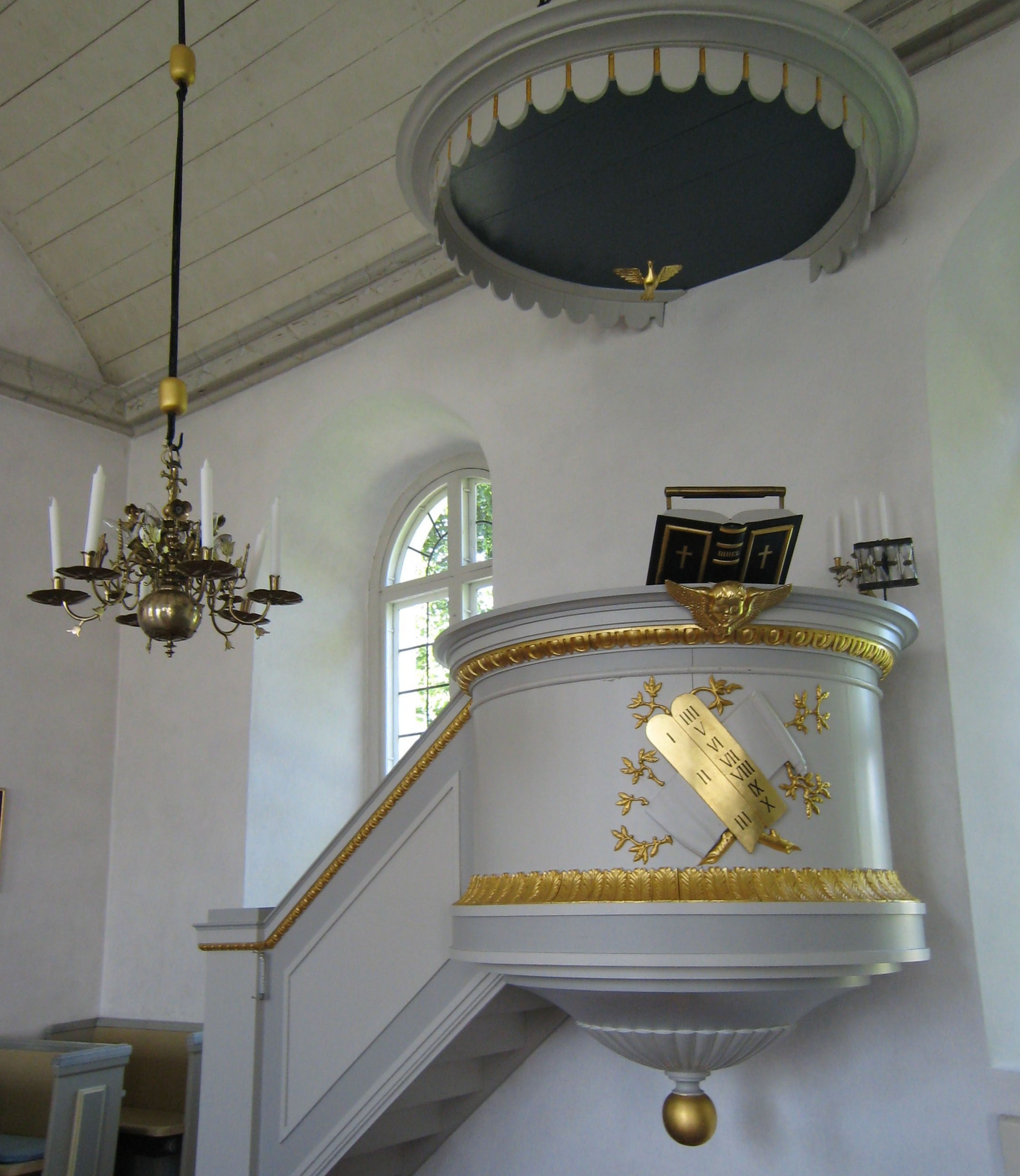
Predikstolen
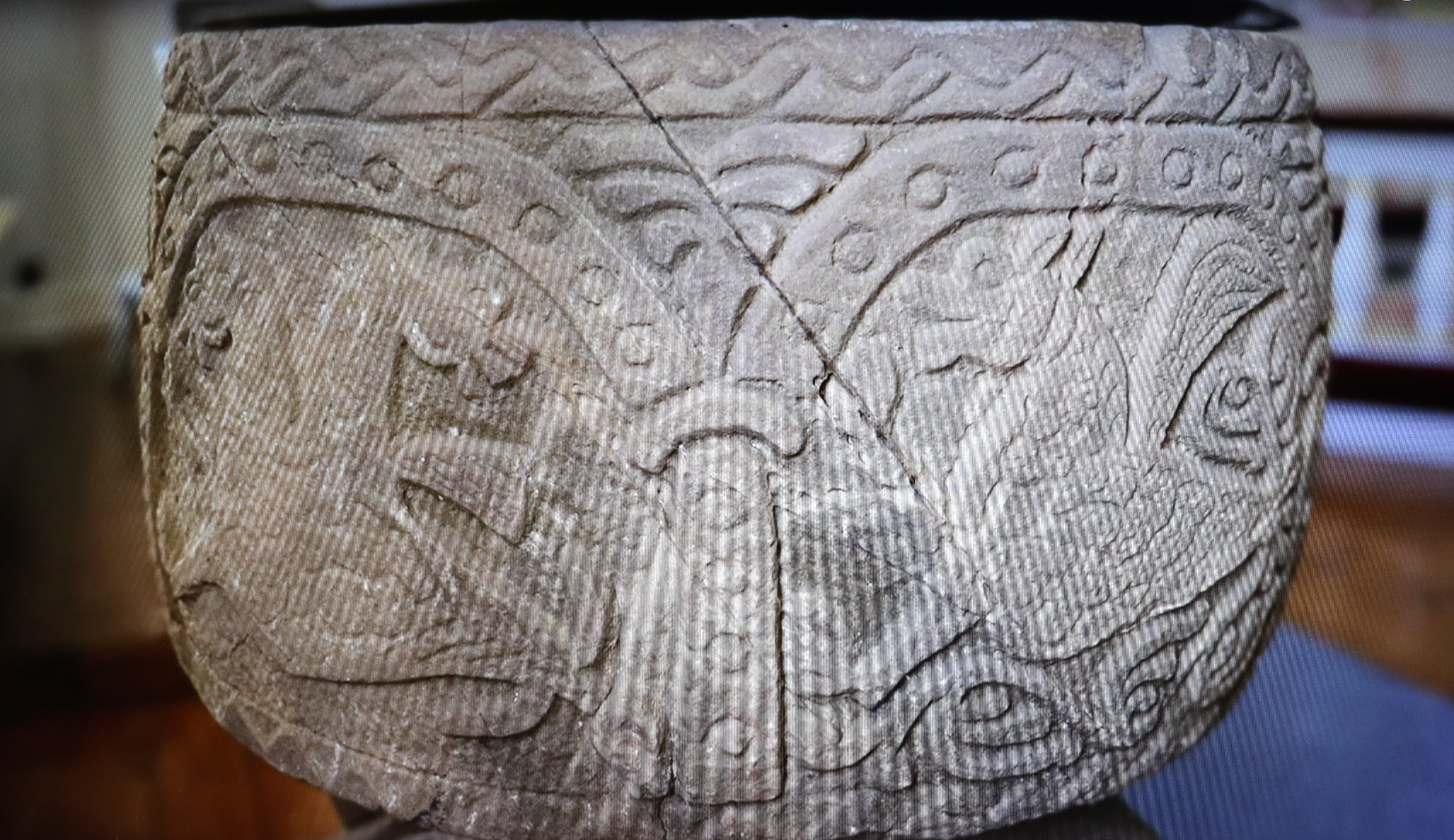
Medeltida dopfunt